# Bolchowitinow S
Die Bolchowitinow S, auch: BBS-1 (russisch Болховитинов С, ББС-1) war ein sowjetischer Bomber.

## Entwicklung
Die Bolchowitinow S war der Versuch Wiktor Bolchowitinows, einen leichten Nahbomber mit so geringem Luftwiderstand wie möglich zu schaffen, um dadurch bestmögliche Flugleistungen zu erzielen. Er entschied sich daher, die beiden Motoren hintereinander im Rumpf anzuordnen, wodurch das Flugzeug eine  lange Nase bekam. Die zweiköpfige Besatzung wurde in einer Kabine mit langgezogenen Glasdach untergebracht. Um zur Verteidigung ein optimales Schussfeld nach hinten zu gewährleisten, konstruierte man das Seitenleitwerk aus zwei rechts und links am Höhenruder angebrachten Endscheiben. Der in Tiefdecker-Bauweise angeordnete Tragflügel bestand vollständig aus Metall. Das Heckradfahrwerk konnte vollständig eingefahren werden, wobei die Haupträder um 90° geschwenkt wurden.
Die Maschine war 1939 fertiggestellt und begann ihre Erprobung im Frühjahr des folgenden Jahres. Dabei stellte sich heraus, dass das Modell zwar gute Flugleistungen erbrachte, es jedoch immer wieder zu Problemen mit dem Getriebe des hinteren Motors kam. Versuche, Samoljot S mit nur einem Triebwerk zu fliegen, ließen die Höchstgeschwindigkeit jedoch so rapide abfallen, dass sich eine weitere Fortführung des Programms nicht lohnte. Der Typ erhielt zwar noch ein auf Skier gesetztes Fahrwerk und soll auch für die Erprobung von Staustrahltriebwerken verwendet worden sein, jedoch wurde das ganze Projekt Ende 1940 schließlich aufgegeben, zumal die Petljakow Pe-2, die sich in der Entwicklung befand, erheblich bessere Leistungen aufweisen konnte.

## Technische Daten
| Kenngröße             | Daten                             |
| --------------------- | --------------------------------- |
| Konzeption            | ein- bis zweimotoriger Bomber     |
| Konstrukteur          | Wiktor Bolchowitinow              |
| Baujahr               | 1939                              |
| Besatzung             | 2 (Pilot / Bordschütze)           |
| Länge                 | 12,8 m                            |
| Spannweite            | 11,4 m                            |
| Flügelfläche          | 22,9 m²                           |
| max. Startmasse       | 5652 kg                           |
| Triebwerke            | zwei M-103-Reihenmotoren          |
| Startleistung         | je 518 kW (704 PS)                |
| Höchstgeschwindigkeit | 570 km/h in 4600 m Höhe           |
| Dienstgipfelhöhe      | 5000 m                            |
| Reichweite            | 700 km                            |
| Bewaffnung            | ein bewegliches 7,62-mm-MG SchKAS |
| Bombenlast            | maximal 400 kg                    |